# Černá kupa
Černá kupa (německy Schwarze Koppe) je hora v Podbělském hřbetu pohoří Králický Sněžník. Nadmořská výška je 1295 m. Vrchol je v současnosti na hranici Pardubického kraje a Olomouckého kraje. Od jižněji položené hory Sušina je vrchol oddělen jen mělkým sedlem, východní a západní svahy jsou ale strmé. Oblast se také někdy nazývá Mokrý hřbet, podle výskytu rašelinišť.

## Hydrologie
Ze západních svahů hory odtéká voda do přítoků Moravy (bezejmenných), z východních svahů odtéká do přítoků Stříbrnického potoka, který je přítokem řeky Krupé. Řeka Krupá se dále vlévá u Hanušovic do Moravy.

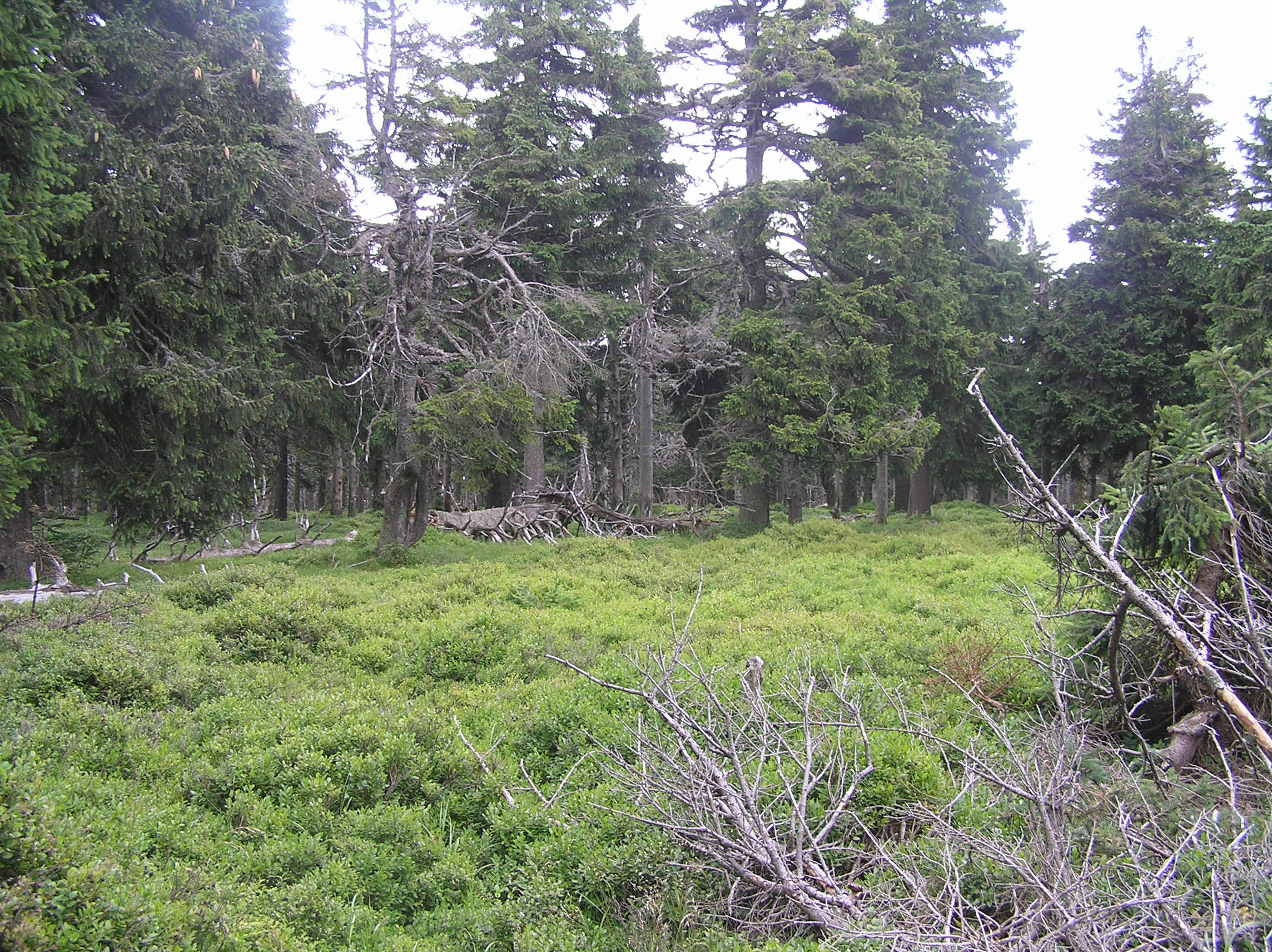
Vrchol Černé kupy

## Vegetace
Vrcholové partie hory (asi nad 1100 m) jsou porostlé převážně horskými třtinovými smrčinami. V okolí hory jsou i nelesní vrchoviště a kolem nich rašelinné smrčiny. V nižších polohách jsou potenciální přirozenou vegetací horské acidofilní bučiny, jednalo by se o smíšené lesy s dominancí buku lesního, smrku ztepilého a jedle bělokoré. V současnosti jsou ale často přeměněny na kulturní smrčiny. Vrchol je sice v současnosti zalesněn, ale na svazích hory jsou místy poměrně rozsáhlé holiny, které způsobily imise a nevhodné lesnické zásahy v minulosti.

## Ochrana přírody
Oblast vrcholu hory je součástí NPR Králický Sněžník a EVL Králický Sněžník, ale leží už mimo Ptačí oblast Králický Sněžník.